# La Boixoga (Espluga de Serra)
La Boixoga és una partida boscosa del terme municipal de Tremp, al Pallars Jussà, dins de l'antic terme ribagorçà d'Espluga de Serra.
Està situada quasi a l'extrem nord-est del terme, sota la Serra de Sant Gervàs, en el seu extrem oriental, al sud-oest del Turó de la Guàrdia, al damunt de la capçalera dels barrancs afluents per la dreta de la capçalera del barranc de Miralles.